# Volkmar Herntrich
Volkmar Herntrich (* 8. Dezember 1908 in Flensburg; † 14. September 1958 in Lietzow bei Nauen) war ein evangelisch-lutherischer Theologe. Zuletzt war er Landesbischof der Evangelisch-Lutherischen Kirche im Hamburgischen Staate.

## Leben
Da Herntrich aus einer alten Pastorenfamilie stammte, war der Studiengang Evangelische Theologie für ihn vorgezeichnet. So schrieb er sich 1927 an der Eberhard-Karls-Universität ein, wo er 1928 im Corps Borussia Tübingen recipiert wurde. Später studierte er in Berlin bei Reinhold Seeberg und an der Christian-Albrechts-Universität zu Kiel. 1930 legte er sein Examen ab. Mit einer Doktorarbeit bei Ernst Sellin wurde er 1931 in Berlin zum Dr. theol. promoviert.
Er gehörte zu den Begründern des Pfarrernotbundes in Schleswig-Holstein und war einer der Köpfe der Bekennenden Kirche in der Zeit des Nationalsozialismus. Bereits kurz nach seiner Habilitation wurde ihm im Jahre 1935 die Lehrbefugnis entzogen. Er wurde Dozent an der theologischen Hochschule in Bethel und hielt von 1934 bis 1939 zahlreiche Gastvorträge gegen die völkische Religiosität und die Ablehnung des Alten Testaments in der Bibel. Verhöre durch die Geheime Staatspolizei, Verhaftungen und Gefängnisaufenthalt waren die Folge. In dieser Zeit entwickelte er eine enge Beziehung zu Friedrich von Bodelschwingh, dem Leiter der Betheler Anstalten. Dieser gehörte mit Emil Wacker und Theophil Wurm zu den Theologen, die den prägendsten Eindruck auf Herntrich machten.
Ab 1940 war er in Berlin-Dahlem als Direktor des Evangelischen Reichsverbandes weiblicher Jugend, des Burckhardthauses, tätig. 1942 wurde er zum Hauptpastor der St.-Katharinenkirche (Hamburg) gewählt.
Als seine besondere Leistung gilt die organisatorische Erneuerung der Kirche durch seine Arbeit für die Zusammenführung von Evangelischem Hilfswerk und Innerer Mission. Beiden Werken stand er als Vorsitzender des Diakonischen Rates vor. Weitere Verdienste erwarb er sich durch den Wiederaufbau der Alsterdorfer Anstalten und der Katharinenkirche, die durch die Operation Gomorrha zerstört worden waren.
1945 wurde Herntrich von der Militärregierung als Nachfolger von Landesbischof Franz Tügel gehandelt. Tügel setzte sich aber mit seinem Vorschlag für Simon Schöffel durch. Herntrich wurde neben Simon Schöffel und Theodor Knolle im Herbst 1945 in die vorläufige Kirchenregierung berufen.
1946 gab es Überlegungen in der schleswig-holsteinischen Landeskirche, besonders im Bruderrat der Bekennenden Kirche, Herntrich in eines der beiden geplanten Bischofsämter zu berufen. Diese Pläne zerschlugen sich.
Im Jahr 1948 wurde er Oberkirchenrat und stellvertretender Landesbischof. In den zwölfköpfigen Rat der EKD wurde er 1949 berufen. In der Zeit setzte er sich stark für die Neugründung der Kirchlichen Hochschule Hamburg ein, der späteren Theologischen Fakultät der Universität Hamburg. Hier wurde er Rektor und Professor für alttestamentliche Exegese.

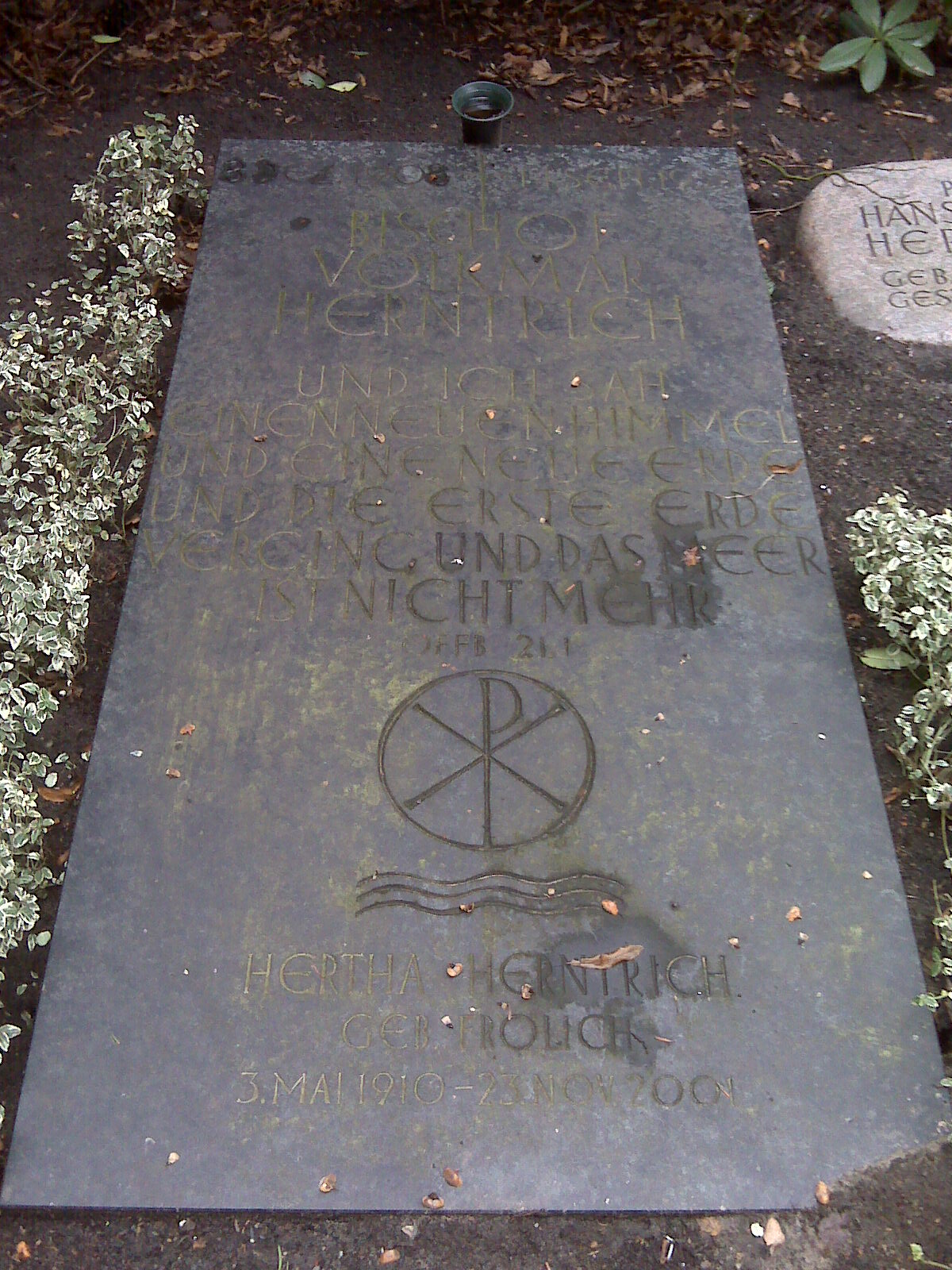
Grabplatte auf dem Ohlsdorfer Friedhof

Noch vor seinem 50. Geburtstag wurde er 1956 zum Bischof der Hamburgischen Landeskirche gewählt und war damit der jüngste der deutschen evangelischen Bischöfe. Im weiteren Verlauf wurde er Mitglied der Weltdienstkommission des Lutherischen Weltbundes und steuerte Hilfseinsätze in Notgebieten. 1958 verhinderte Herntrich den Versuch des Geistlichen Ministeriums, die Frauenordination in der Hamburgischen Landeskirche einzuführen. Auf dem Weg zu einer Konferenz über Fragen der europäischen Minderheitenkirchen in Gdynia erlitt er bei Nauen einen tödlichen Autounfall.

## Ehrungen
- Dr. phil. h. c. der Christian-Albrechts-Universität (1950)
- Ehrendoktor der Capital University, Columbus, Ohio (1954)

## Schriften
- Ezechielprobleme (= Beihefte zur Zeitschrift für die alttestamentliche Wissenschaft, Heft 61), Gießen 1933.
- Die Psalmen als Kraftquelle Luthers. Ein Beitrag zur Frage nach dem lutherischen Bekenntnis heute, Gütersloh 1934.
- Die Kirche Jesu Christi und das Wort Gottes. Zur Frage nach der „sichtbaren“ und „unsichtbaren“ Kirche (= Bekennende Kirche, Heft 35), München 1935.
- Das Glaubenszeugnis des Alten Testaments und das Bekenntnis zu Jesus Christus, Gütersloh 1935.
- Neuheidentum und Christusglaube, Gütersloh 1935.
- als Herausgeber: Ihr sollt meine Zeugen sein. Andachtsbuch der Bekennenden Kirche, Gütersloh 1935.
- Jeremia der Prophet und sein Volk. Eine Einführung in die Botschaft des Jeremia, Gütersloh 1938.
- Theologische Auslegung des Alten Testaments? Zum Gespräch mit Wilhelm Vischer, Göttingen 1938.
- Wie liest der Christ das Alte Testament? Der biblische Schöpfungsbericht der Gemeinde ausgelegt, Göttingen 1939.
- Das Loblied der Gemeinde. Psalmenpredigten (= Theologische Existenz heute 73), München 1940.
- Das Geheimnis der Gottesherrschaft. Eine Einführung in das Markus-Evangelium. Teil I, Berlin 1940.
- Amos der Prophet Gottes, Göttingen 1941.
- Halt uns bei festem Glauben. Tägliche Andachten, Berlin 1941.
- Die biblische Geschichte in der kirchlichen Unterweisung. 100 ausgeführte katechetische Besprechungen, Hamburg 1946.
- als Herausgeber mit Theodor Knolle: Schrift und Bekenntnis. Zeugnisse lutherischer Theologie, Hamburg 1950.
- Der Prophet Jesaja. Kap. 1-12 (Das Alte Testament Deutsch 17), Göttingen ³1957.
- Und das Meer ist nicht mehr. Predigten über Texte der Offenbarung, Hamburg 1963.